# Josip Broz Tito

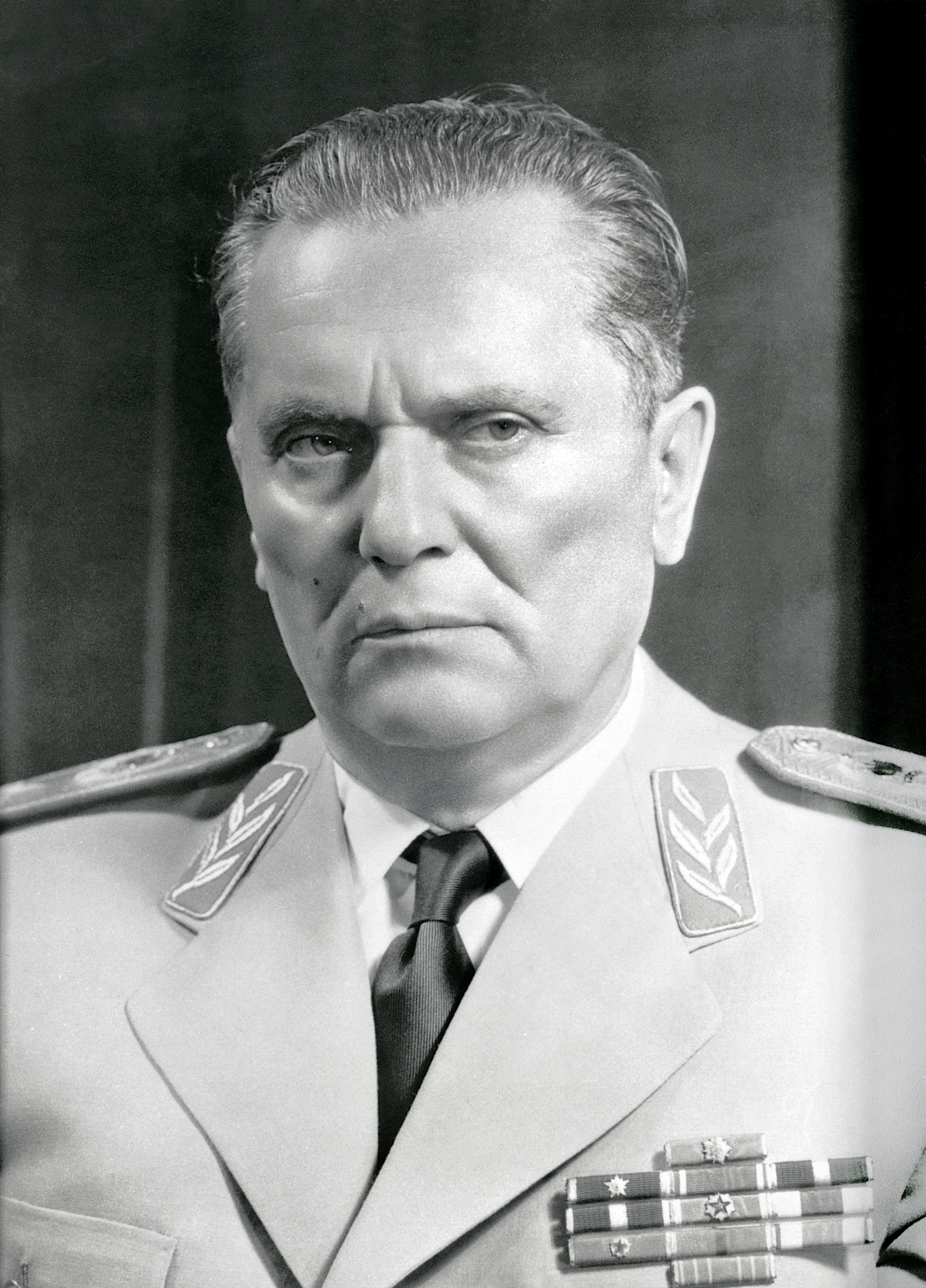
Josip Broz Tito in seiner weißen Uniform des „Marschalls von Jugoslawien“ (Anfang der 1960er-Jahre)

Signatur (kyrillische Variante)

Josip Broz Tito ['jɔsip 'brɔz 'tito] Ausspracheⓘ (serbisch-kyrillisch Јосип Броз Тито; * 7. Mai 1892 in Kumrovec, Königreich Kroatien und Slawonien, Österreich-Ungarn als Josip Broz; † 4. Mai 1980 in Ljubljana, SR Slowenien, SFR Jugoslawien, heute Slowenien) war ein jugoslawischer kommunistischer Politiker (BdKJ), antifaschistischer Widerstandskämpfer, marxistischer Theoretiker und bestimmte von 1945 bis 1980 autokratisch die Politik Jugoslawiens, zunächst als Regierungschef, ab 1953 als Staatspräsident.
Josip Broz nahm 1934 den Kampfnamen Tito an, als er Mitglied des Politbüros der seit 1921 verbotenen Kommunistischen Partei Jugoslawiens wurde und in den politischen Untergrund ging. Im Jahr 1937 wurde er Generalsekretär der Partei.
Nach der Besetzung Jugoslawiens im Zweiten Weltkrieg führte Tito als Marschall von Jugoslawien die kommunistischen Partisanen im Kampf gegen die deutschen und italienischen Besatzungsmächte sowie innenpolitische Gegner, wie die faschistischen Ustascha und königstreuen Tschetniks. Nach dem Ende des Zweiten Weltkriegs wurde er zunächst Ministerpräsident (1945–1953) und schließlich Staatspräsident (1953–1980) seines Landes; ein Amt, das er bis zu seinem Tod bekleidete. Er verfolgte nach dem Bruch mit Stalin 1948 eine als Titoismus bezeichnete, von der Sowjetunion unabhängige Politik und galt seit den 1950er Jahren als einer der führenden Staatsmänner der Bewegung der Blockfreien Staaten. Um Tito wurde ein intensiver Personenkult betrieben.

Titos Standarte als Staatspräsident Jugoslawiens (ab 1963)

## Leben

### Jugend und Erster Weltkrieg

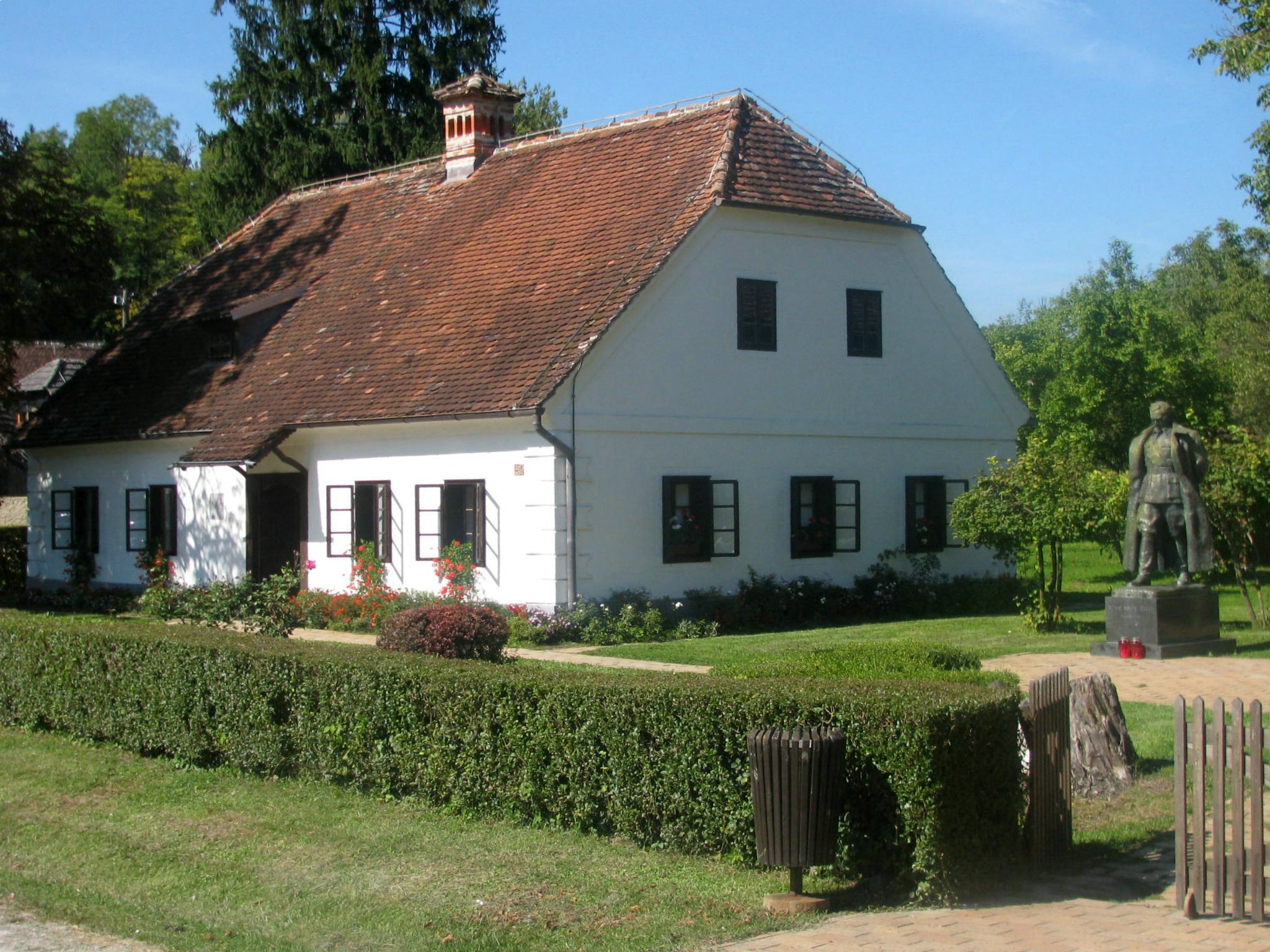
Titos Geburtshaus in Kumrovec

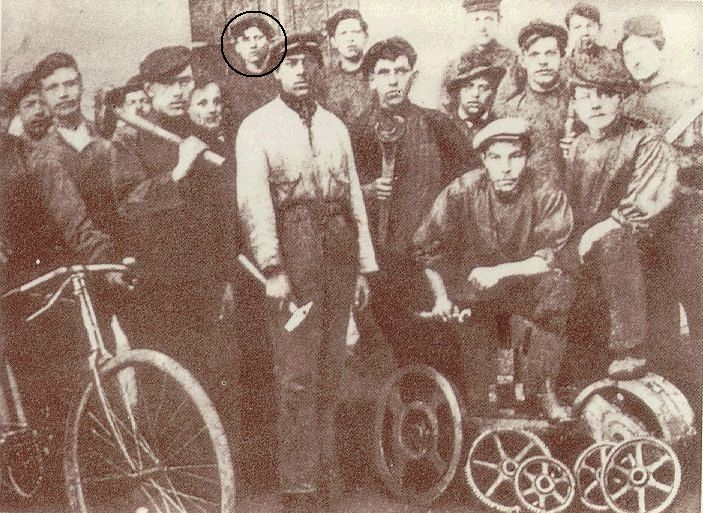
Josip Broz (1911)

Josip Broz entstammte einer kleinbäuerlichen Familie im kroatischen Kumrovec, das zur Zeit seiner Geburt zu Österreich-Ungarn gehörte. Sein genaues Geburtsdatum ist unbekannt, und es kursieren bis zu 15 verschiedene Daten in der Literatur, wobei in neueren Publikationen zumeist der 7. Mai 1892 angegeben wird. Das Geburtshaus von Josip Broz ist heute Bestandteil des Freilichtmuseums Etno-selo Kumrovec. Sein Vater Franjo war ein Kroate, dessen Vorfahren vor Mitte des 16. Jahrhunderts aus dem damals ebenfalls zu Österreich gehörenden Welschtirol (heute Trentino, Italien) eingewandert waren, seine Mutter Marija war Slowenin. Er war das siebte Kind der Familie.
Er absolvierte eine Schlosserlehre in Sisak und trat am 10. März 1910 in die Sozialdemokratische Partei Kroatiens und Slawoniens ein. Er arbeitete als Metallarbeiter in Zagreb, Kamnik, in der Autofabrik Laurin & Klement in Mladá Boleslav und in Deutschland, um 1911 unter anderem bei Benz & Cie. in Mannheim. Später arbeitete Tito als Einfahrer bei Daimler in Wiener Neustadt und wohnte bei seinem Bruder in Neudörfl.
Im Herbst 1913 wurde Broz in die österreichisch-ungarische Armee eingezogen. Als im Jahr darauf der Erste Weltkrieg ausbrach, kam er zunächst als Artillerie-Unteroffizier an die Front gegen Serbien. Bereits 1914 wurde er zum Feldwebel befördert. 1915 geriet er als habsburgischer Unteroffizier an der Ostfront in russische Kriegsgefangenschaft. Er war in der Bukowina verwundet und mit seinem gesamten Bataillon gefangen genommen worden. Die ihm für die Gefangennahme von elf russischen Soldaten zugesprochene Silberne Tapferkeitsmedaille konnte ihm nicht mehr überreicht werden.
Danach befand er sich bis März 1916 in einem improvisierten Lazarett des Uspenski-Klosters in Swijaschsk im Gouvernement Kasan, ehe er in ein Lager in der Nähe der Stadt Alatyr am Fluss Sura kam. Er meldete sich freiwillig zur Arbeit bei einem Großbauern in dem Dorf Kalassewo im Gouvernement Simbirsk, wo er als Mechaniker in einer Dampfmühle tätig war. Im Herbst 1916 wurde Broz in die Stadt Kungur im Gouvernement Perm verlegt, wo er als Übersetzer und Aufseher an einer Eisenbahnstrecke arbeitete. Im Mai 1917 wurde er in die kleine Bahnstation Jergatsch in der Nähe von Perm versetzt.
Während der Februarrevolution 1917 wurde Broz aus der Kriegsgefangenschaft entlassen und kam im Juni nach Petrograd, wo er sich politisch betätigte. Broz wurde Zeuge der Oktoberrevolution und trat in jenen Tagen in die Rote Garde (Rote Armee) ein und kämpfte auf Seiten der Bolschewiki im Bürgerkrieg.

### In der Zwischenkriegszeit (1920 bis 1940)

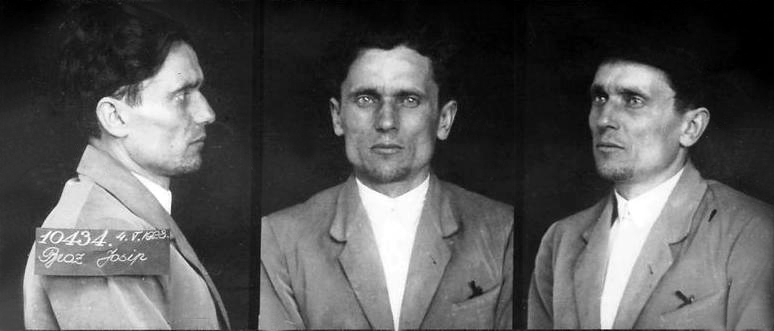
Polizeifotos von Tito während seiner Haft in Lepoglava (1928)

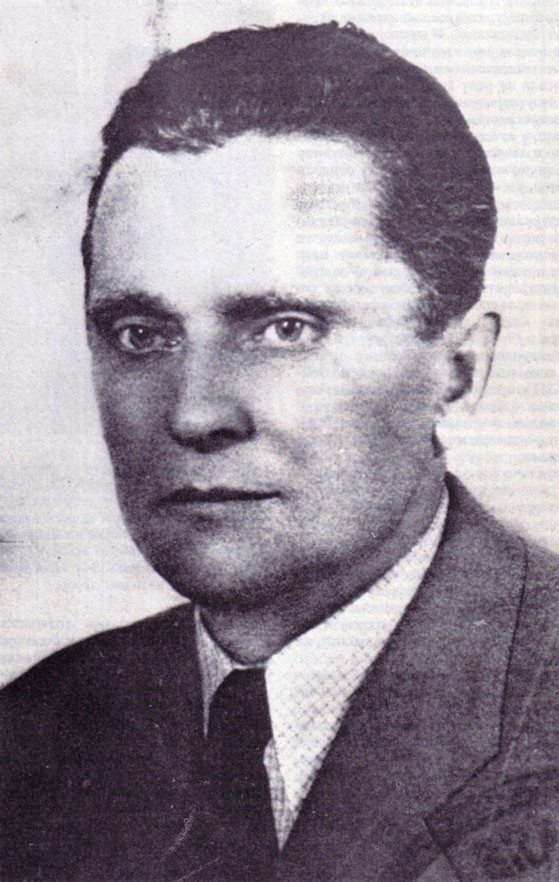
Tito um 1940

1920 kehrte Broz in seine Heimat zurück, die nun zum neu geschaffenen Königreich Jugoslawien gehörte.
Broz schloss sich nach seiner Heimkehr der Kommunistischen Partei Jugoslawiens (KPJ) an. 1927 wurde er zum Sekretär der Metallarbeitergewerkschaft gewählt. Da die KPJ damals verboten war, wurde er wegen politischer Agitation mehrmals inhaftiert, zuletzt am 4. August 1928, wo in der Wohnung, vor der er verhaftet wurde, Bomben gefunden wurden. Im sogenannten Bomber-Prozess, der vom 06. bis 14. November 1928 stattfand, wurde er zu einer mehrjährigen Haftstrafe verurteilt, die er von 1928 bis 1934 in den Gefängnissen in Lepoglava, Maribor und Ogulin absaß. Die Gefängniszeit nutzte er, um sich zu bilden. Mit Hilfe seines Mitinsassen und -genossen Moša Pijade vertiefte er seine Kenntnisse in kommunistischer Literatur und in russischer und deutscher Grammatik.
Nach seiner Entlassung wurde er noch im selben Jahr in das Politbüro des Zentralkomitees der KPJ gewählt.
In den Jahren von 1936 bis 1938 engagierte sich Tito (wie er sich ab 1934 nannte) auf Seiten der Republikaner im Spanischen Bürgerkrieg, wo er in Paris für die Einschleusung von Freiwilligen verantwortlich war.
Nach blutigen Parteisäuberungen, denen auch der Generalsekretär der KPJ Milan Gorkić zum Opfer fiel, wurde Tito 1937 von der Komintern zu dessen Nachfolger ernannt, da er als zuverlässiger Anhänger Stalins galt. 1940 wurde er in dieser Funktion durch eine konspirative Nationalkonferenz seiner Partei in Zagreb bestätigt.

### Partisanenführer im Zweiten Weltkrieg

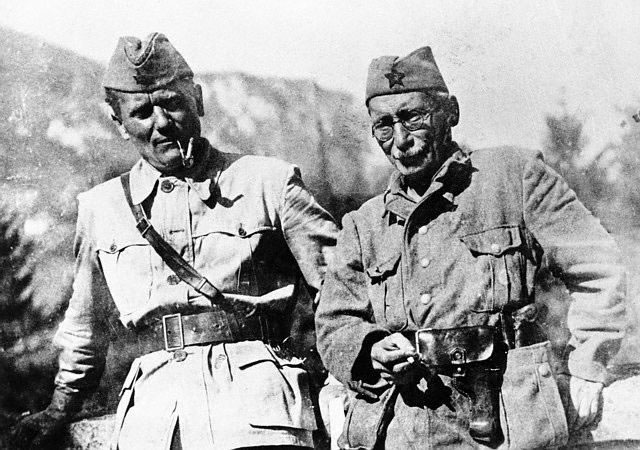
Tito (links) mit Moša Pijade in Foča (1942)

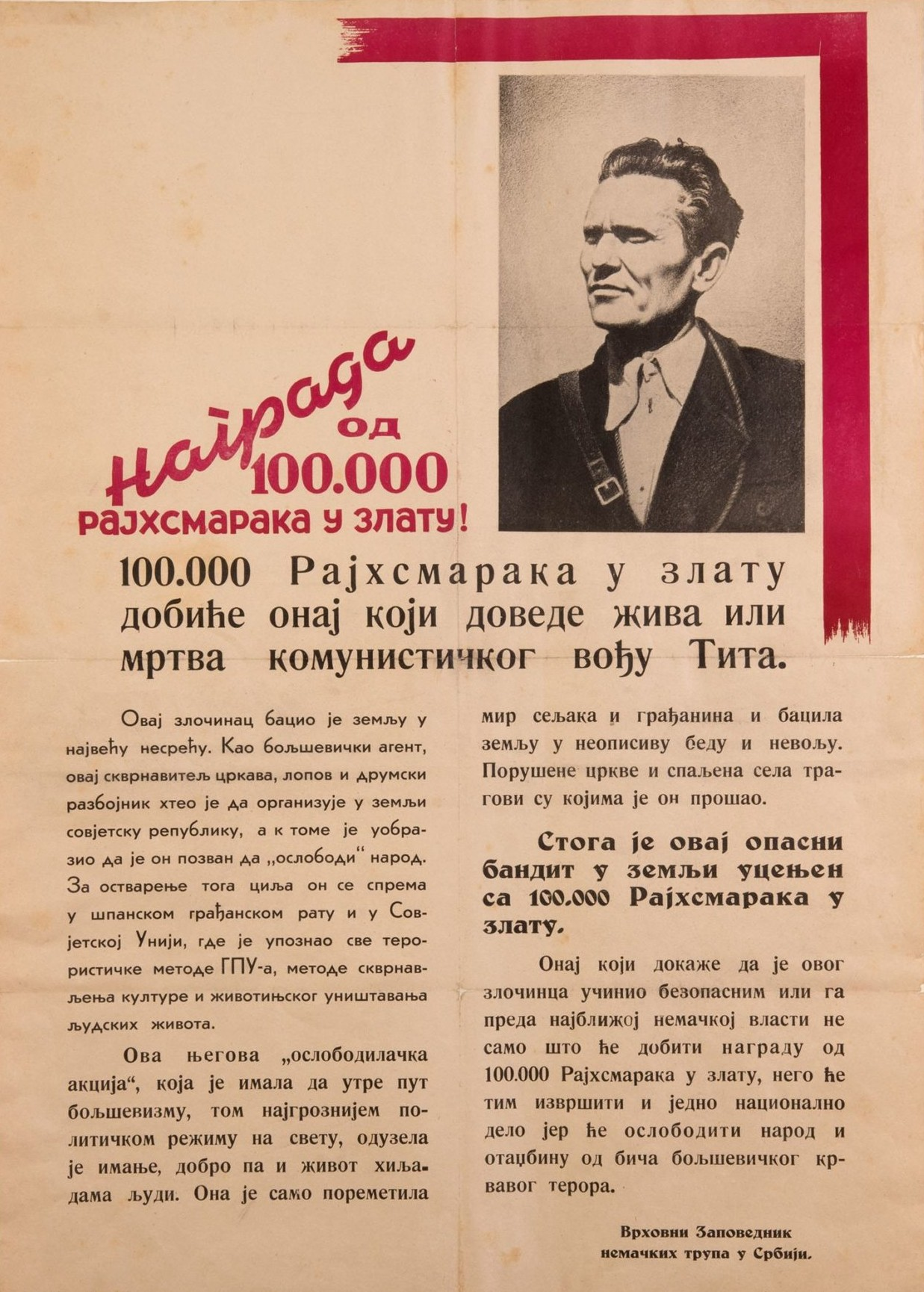
Titos Steckbrief, veröffentlicht zusammen mit dem Steckbrief von Draža Mihailović in der serbischen Zeitung Novo vreme (21. Juli 1943)

Am 25. März 1941 unterzeichnete die Regierung Cvetković den Beitritt zum Dreimächtepakt. In der zweiten Nacht darauf vollzog sich in Belgrad der Putsch unter Führung des Generals Dušan Simović, der mit den Westmächten sympathisierte. Nachdem Deutschland Jugoslawien im April 1941 überfallen hatte (Balkanfeldzug), lebte Tito zunächst von den Deutschen unbehelligt weiterhin im Belgrader Villenviertel. Erst nach dem deutschen Überfall auf die Sowjetunion musste er untertauchen und organisierte den bewaffneten Widerstand der jugoslawischen Kommunisten gegen die deutschen und italienischen Besatzer in Form des Partisanenkrieges.
Während des Krieges gelang es den kommunistischen Partisanen Jugoslawiens unter der Führung Titos, sich gegen die Besatzer und die mit ihnen verbündete faschistische Ustascha-Bewegung aus Kroatien durchzusetzen. Dabei wurde er erst nach der Konferenz von Teheran durch die Alliierten unterstützt. Vor allem in Serbien kämpften sie gegen die zunächst kollaborierenden Tschetnik-Freischärler. Die Volksbefreiungsarmee (Narodnooslobodilačka vojska/armija), wie die Partisanen sich nannten, konnte sich als politisch einflussreichste Gruppe etablieren. Während des Widerstandskampfes wurde Tito zum Marschall ernannt und stand ab dem 29. November 1943 an der Spitze des Antifaschistischen Rates der Nationalen Befreiung (AVNOJ), der eine provisorische Regierung bildete und weite Teile des besetzten Landes kontrollierte. Mitte 1944 konnten Tito und sein Stab mit Hilfe der alliierten Militärberater, die die jugoslawischen Partisanen unterstützten, knapp einem groß angelegten deutschen Attentatsversuch, dem Unternehmen Rösselsprung, entkommen. Das Hauptquartier der Partisanen im bosnischen Drvar wurde von den Deutschen zwar zerstört, das eigentliche Ziel, die Ermordung oder Verhaftung Titos, misslang jedoch. Nach einigen kürzeren Zwischenstationen konnte der Partisanenkrieg vom neuen Hauptquartier auf der kroatischen Insel Vis aus fortgesetzt werden.

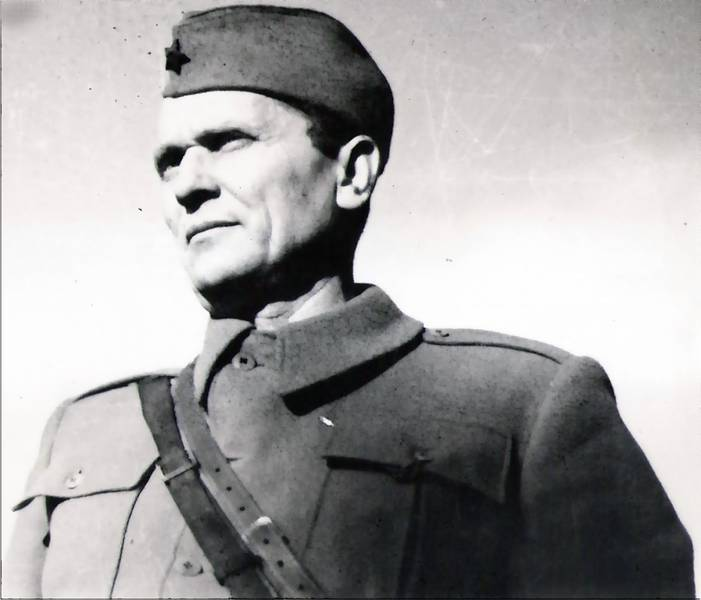
Tito während der zweiten Vollversammlung des AVNOJ in Jajce, November 1943

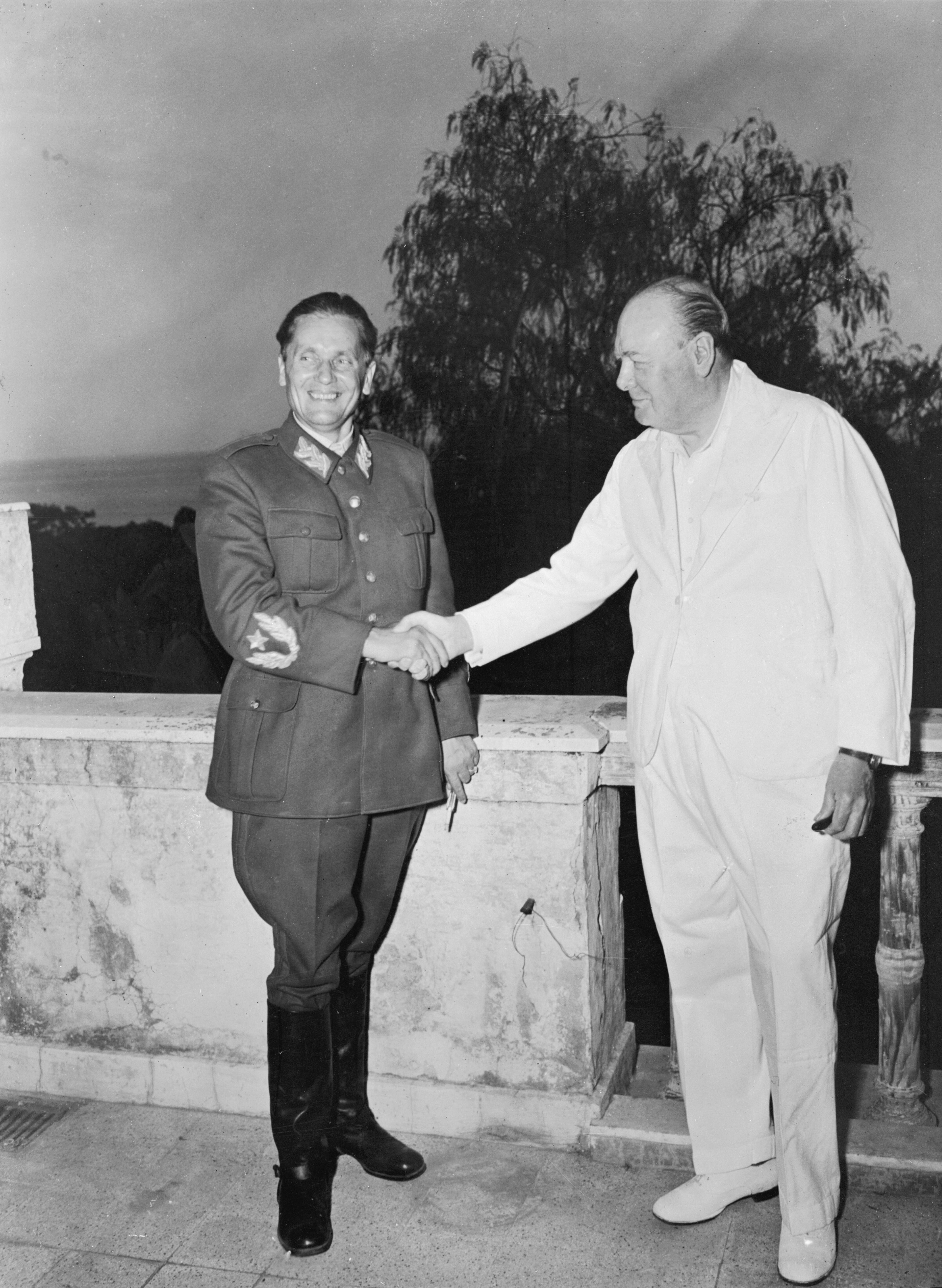
Tito und Churchill in Neapel (1944)

Seit Ende 1944 übte der Antifaschistische Rat die Macht in ganz Jugoslawien aus. Er wurde auch von den Alliierten anerkannt und vor allem vom britischen Premier Churchill unterstützt. Bereits während des Krieges zielte Titos Diplomatie darauf ab, ein Gleichgewicht zwischen den Westmächten und der Sowjetunion zu halten.

### Der Staatschef der Nachkriegszeit
Entgegen seiner Anweisung, keine Kriegsgefangenen zu exekutieren, sondern vor ein Militärgericht zu stellen, geschah in der unmittelbaren Nachkriegszeit beispielsweise das Massaker von Bleiburg. Der hochrangige jugoslawische Politiker und Dissident Milovan Đilas sah Titos Rolle dabei so: 

„Niemand weiß, ob Tito direkte Befehle gegeben hat oder nicht. Doch er war sicher für eine radikale Lösung, genau wie die Briten pragmatische Gründe hatten, diese Flüchtlinge zurückzuschicken. Jugoslawien befand sich im Zustand des Chaos und der Zerstörung. Eine Zivilverwaltung gab es praktisch nicht. Es gab keine ordentlichen Gerichte. Es gab keine Möglichkeit, die 20.000 bis 30.000 Fälle zuverlässig zu untersuchen. So war der einfachste Ausweg, sie alle zu erschießen und damit das Problem los zu sein.“

Nach Kriegsende ließ sich Tito in einer Volksbefragung den Machterhalt bestätigen. Am 29. November 1945 wurde er Ministerpräsident der Volksrepublik Jugoslawien. Bis 1953 betrieb er mit Hilfe der Nationalen Volksbefreiungsfront und der KPJ die Umwandlung Jugoslawiens in einen sozialistischen Staat. Dabei setzte er auch Repressionen ein. Zahlreiche politische Gegner, nach 1948 vor allem Stalinisten, wurden in den folgenden Jahren, besonders auf der Gefängnisinsel Goli otok, durch die Geheimpolizei UDBA verfolgt, inhaftiert und gefoltert.
In der Skupština erklärte Tito am 26. Juni 1950 öffentlich:

„Schon im Volksbefreiungskrieg haben wir die alten Grundlagen des Staates vernichtet: a) die Administration; b) die Polizei und Gendarmerie; und c) die Reste der Militärorganisation der Exilregierung mit den Četnici Mihailović’, den Ustaše Pavelić’ und der Weißen Garde Rupniks. Wir haben diese revolutionäre Tätigkeit systematisch durchgeführt, nach den klassischen Prinzipien des Marxismus, dessen Lehre wir gänzlich angewendet haben. […] Der Widerstand gegen die Deutschen war nur ein Vorwand, denn das endgültige Ziel war, an die Macht zu kommen und den integralen Kommunismus einzuführen.“

In Jugoslawien waren nur wenige Truppen aus der Sowjetunion stationiert, hauptsächlich in Belgrad selbst und in der Vojvodina. Dies ermöglichte Tito eine auf Unabhängigkeit und Gleichberechtigung beruhende Außenpolitik, zu der auch eigenständige Beziehungen zum Westen gehörten.
Zudem nahm er für Jugoslawien in Anspruch, einen eigenen Weg zum Sozialismus zu gehen, der im Kern ein gewisses Maß an Arbeiterselbstverwaltung der Betriebe vorsah. Dieser so genannte Titoismus brachte das Land in Gegensatz zu den sowjetischen Hegemoniebestrebungen und führte 1948 zum Bruch zwischen Tito und Josef Stalin. Die Auseinandersetzung wurde mit erbitterter Härte geführt. Stalin versuchte vergeblich, die jugoslawische Partei gegen Tito aufzuhetzen, und drohte ihm in der Prawda öffentlich mit Mord; „das Schicksal Trotzkis ist lehrreich“, konnte man dort in Bezug auf Tito lesen. Die Einladung Stalins, in Moskau die Differenzen „freundschaftlich“ zu besprechen, lehnte Tito folglich ab. Am 29. November 1949 riefen die Kominform-Mitglieder offen zum Sturz von Tito und zum Kampf gegen den Titoismus auf. Aufgrund offensichtlich vereitelter Mordversuche hatte Tito Stalin 1948 in einem Brief geschrieben: „Hör auf, Mörder nach mir auszusenden! Wir haben bereits fünf von ihnen gefangen, einer von ihnen trug eine Bombe, der andere hatte ein Gewehr (…) Falls Du das nicht verstehst, schicke ich einen sehr effizienten Killer nach Moskau zu Dir. Ich muss bestimmt keinen zweiten nachsenden.“
Im Zuge der Entstalinisierung nach Stalins Tod unter Nikita Chruschtschow (1956) und der Auflösung des Kominform normalisierten sich die Beziehungen mit der Sowjetunion wieder.

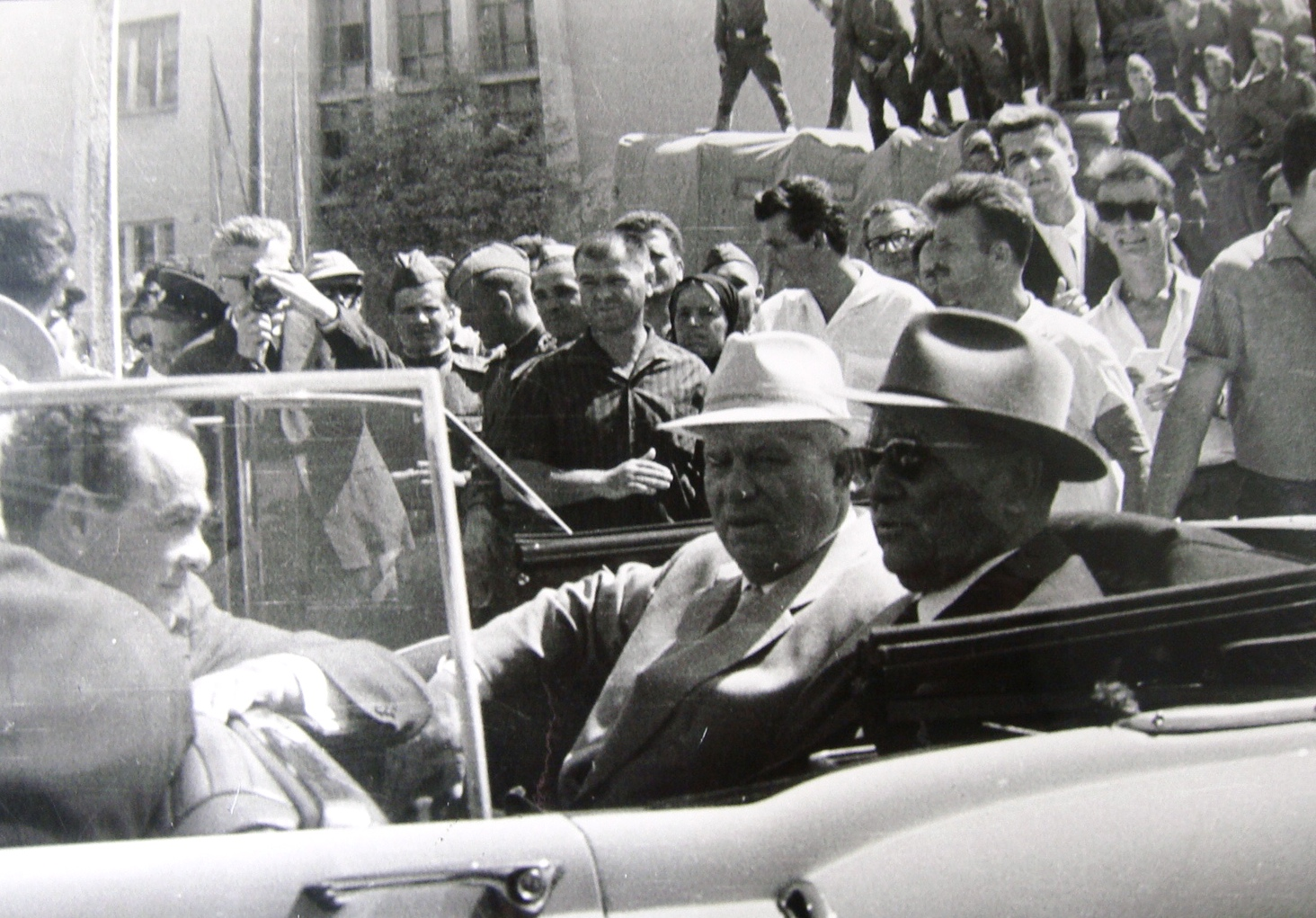
Nach dem Erdbeben von 1963 mit Nikita Chruschtschow in Skopje

Nach der Annahme einer neuen Verfassung im Jahr 1953 wurde Tito am 14. Januar 1953 in das Amt des Staatspräsidenten gewählt, das er ab 1963 auf Lebenszeit innehatte. Er setzte sich für die Gleichberechtigung der Staaten, die friedliche Koexistenz der Blöcke und für die Entwicklungsländer ein. Zusammen mit dem ägyptischen Präsidenten Gamal Abdel Nasser, dem indischen Premierminister Jawaharlal Nehru sowie dem indonesischen Präsidenten Sukarno gehörte er zu den Protagonisten einer Politik der Blockfreiheit. Diese wurde mit der Gründung der Bewegung der Blockfreien Staaten institutionalisiert. Durch sein Charisma und seine auf Ausgleich zielende Politik erwarb er sich auch außerhalb Jugoslawiens besonderes Ansehen. Er war einer der angesehensten Vertreter der blockfreien Staaten, deren Einwohner etwa zwei Drittel der Menschheit ausmachten. 1967, nach dem Sechstagekrieg, fror Tito die diplomatischen Beziehungen zu Israel ein.
Innenpolitisch verfolgte Tito weiterhin einen autoritären Regierungsstil, obwohl es nach der Absetzung des Sicherheitschefs Aleksandar Ranković 1966 zu einer deutlichen Liberalisierung der jugoslawischen Gesellschaft kam, die sich z. B. in einer relativen Freiheit von Kunst und Kultur ausdrückte. Den Einmarsch von Truppen des Warschauer Paktes in die ČSSR 1968 verurteilte er scharf, was sein Image im westlichen Ausland zusätzlich verbesserte. Laut seinem Biografen Pirjevec soll das Verhältnis „mit Bonn“, insbesondere Bundeskanzler Willy Brandt, aber auch anderen Sozialdemokraten, deutlich besser gewesen sein als das mit der politischen Leitung der DDR.

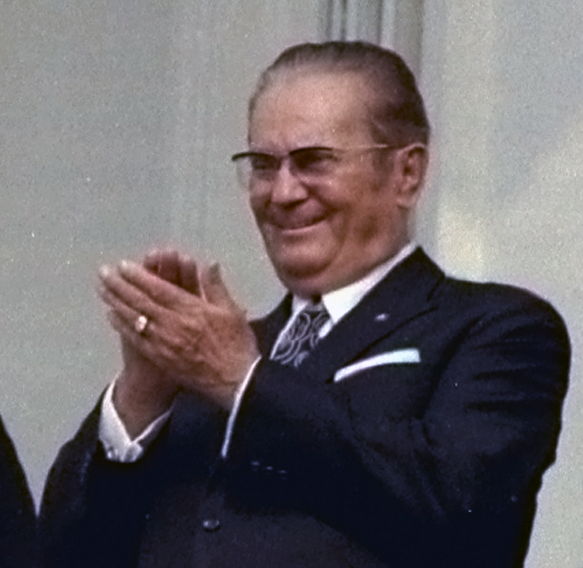
Josip Broz Tito (1971)

Im Jahr 1971 wandte er sich gegen den sogenannten Kroatischen Frühling, eine politische Reformbewegung, welche für die damalige Sozialistische Republik Kroatien mehr Rechte und Autonomie innerhalb Jugoslawiens forderte. Tito reagierte mit Massenverhaftungen, da er den Kern des jugoslawischen Sozialismus, die propagierte „Brüderlichkeit und Einheit“ (Bratstvo i jedinstvo), angegriffen sah. Die Ereignisse führten dazu, dass Jugoslawien 1974 auf Initiative Titos eine neue Verfassung erhielt, die den Föderalismus stärker betonte. Dies war, neben einer neuen Aufteilung der erwirtschafteten Devisen, eine der Forderungen des Kroatischen Frühlings gewesen. Gleichzeitig wurde durch die Verfassung von 1974 die Stellung des Staatspräsidenten gestärkt, da Tito uneingeschränkte Vollmachten als Staatsoberhaupt auf Lebenszeit eingeräumt wurden. Die neue Verfassung legte ausdrücklich fest, dass der Staatspräsident keinem anderen staatlichen Organ gegenüber politisch oder rechtlich verantwortlich war. Seine charismatische persönliche Diktatur wirkte zunehmend anachronistisch. Auch behinderten die oft ideologisch motivierten Entscheidungen die Lösung anstehender Probleme. Dennoch genießt er im Rückblick in den postjugoslawischen Staaten einen sehr guten Ruf.

### Tod und Begräbnis

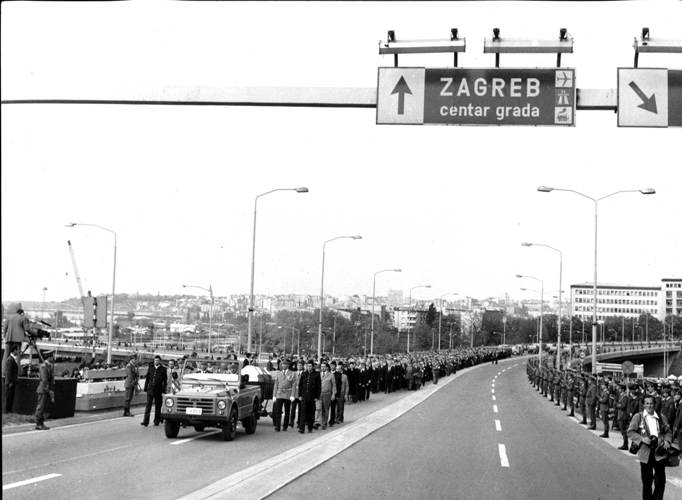
Trauerzug mit Titos Sarg

Übersicht der Herkunft der Trauergäste: Blau: Staaten, die offizielle Gäste sandten
Orange: Keine offiziellen Gäste, aber teilnehmende Organisationen dieser Staaten
Gelb: Keine Gäste

Nach einer akuten Verschlechterung seiner pAVK („Raucherbein“) im Rahmen einer arteriellen Thrombose wurde der 87-jährige Tito am 3. Januar 1980 in das Universitätsklinikum in Ljubljana (Univerzitetni klinični center Ljubljana) eingeliefert. Das dort behandelnde Team bestand neben acht jugoslawischen Ärzten aus dem US-amerikanischen Kardiochirurgen Michael Ellis DeBakey sowie seinem Kollegen Marat Knjasew aus der Sowjetunion. Diese stellten bei ihm die Indikation für einen arteriellen Bypass, um die Gefäßversorgung des Beines zu gewährleisten. Die in der Nacht vom 12. auf den 13. Januar 1980 durchgeführte Operation brachte allerdings nicht den gewünschten Erfolg, sodass aufgrund fortschreitender Nekrosen und der Entwicklung eines lebensbedrohlichen Gangräns ein Teil des linken Beines am 20. Januar amputiert werden musste. Anschließend besserte sich sein Gesundheitszustand kurzzeitig wieder so weit, dass er seinen Verpflichtungen als Staatschef nachkommen konnte. Aufgrund einer erneuten gesundheitlichen Verschlechterung wurde er in die Abteilung für kardiovaskuläre Chirurgie in Ljubljana eingeliefert, wo er drei Tage vor seinem 88. Geburtstag am 4. Mai 1980 um 15:05 Uhr starb.
Viele Staatspräsidenten und hochrangige Politiker erwiesen ihm bei seiner Beisetzung am 8. Mai 1980 die letzte Ehre. Gemessen an der Anzahl kondolierender Politiker und Staaten, die Delegationen sandten, war die Beerdigung mit vier Königen, 31 Präsidenten, 6 Prinzen, 22 Premierministern und 47 Außenministern die bis zum damaligen Zeitpunkt weltweit größte. Darunter waren Leonid Breschnew, Andrei Gromyko, Erich Honecker, Margaret Thatcher, Helmut Schmidt, Francesco Cossiga, Nicolae Ceaușescu, Kim Il-sung, Saddam Hussein, Jassir Arafat und Felipe González. Er wurde im Belgrader Mausoleum „Kuća cveća“ („Haus der Blumen“) beigesetzt. Sein Sarkophag wird jährlich von bis zu 20.000 Menschen besucht. Das Mausoleum ist heute Teil des Museums der Geschichte Jugoslawiens.

## Privatleben

### Ehen und Nachkommen
- Pelagija Belousova (Russin, 1904–1960), 1. Ehefrau.
 Kinder:
  - Žarko Broz (1924–1995)
 Enkel:
    - Josip Joška Broz (1947–2025), serbischer Politiker, wurde im November 2009 zum Vorsitzenden der neugegründeten Kommunistischen Partei Serbiens gewählt.[23]
    - Svetlana Broz (* 1951), Kardiologin und Journalistin, lebt in Sarajevo.
    - Zlatica Broz
    - Edvard Broz (* 1951)
- Herta Haas (Sloweniendeutsche, 1914–2010), 2. Ehefrau, lebte bis zu ihrem Tod Anfang März 2010 in Belgrad.[24]
 Kinder:
  - Mišo Broz (* 1941), von 2004 bis 2009 kroatischer Botschafter in Indonesien, lebt in Zagreb.
 Enkel:
    - Saša Broz (* 1969), Regisseurin, ehemalige Theaterdirektorin in Pula
    - Andreja Broz (* 1971), Firmeninhaberin (Combis) in Zagreb

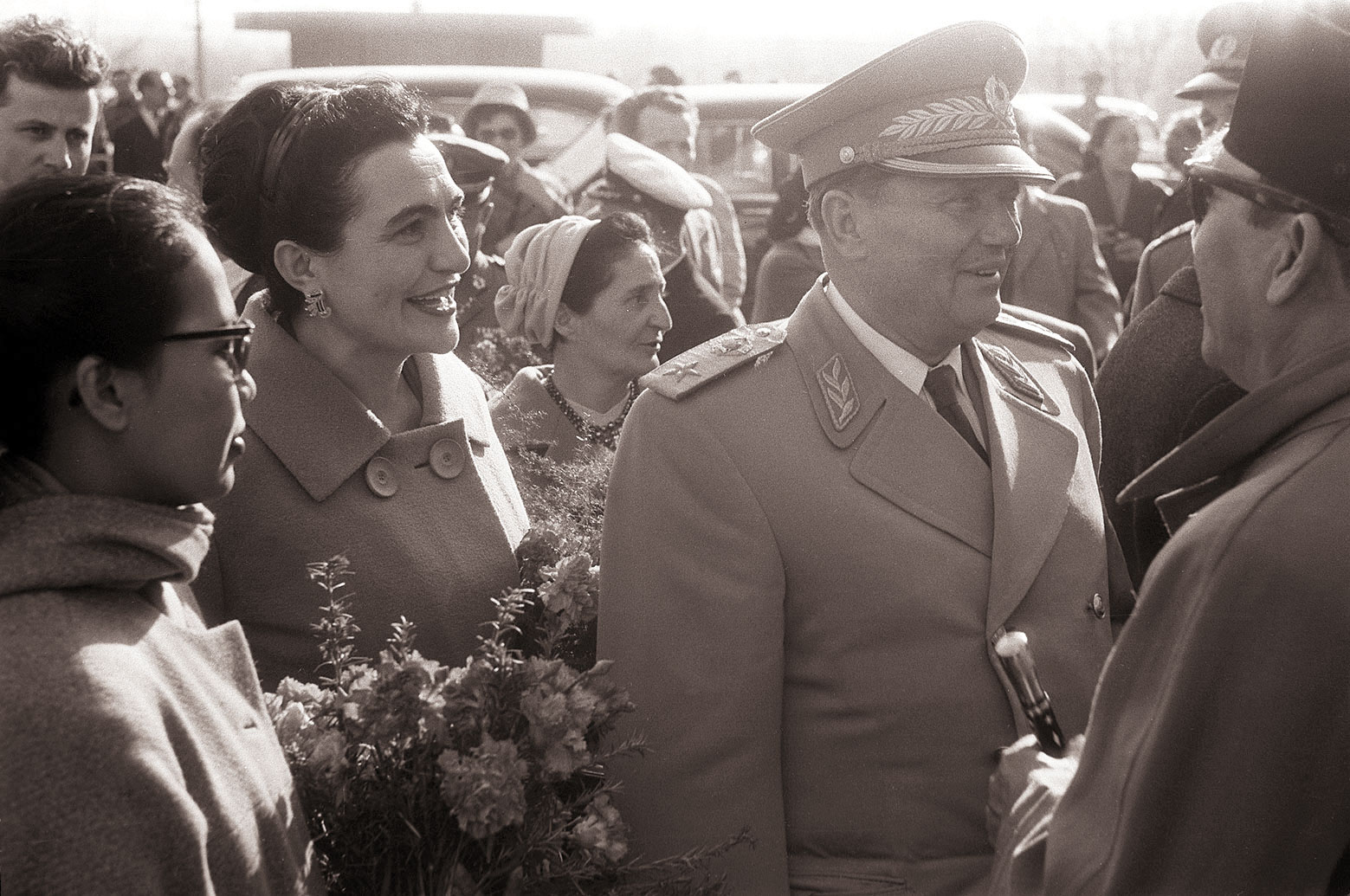
Tito und Jovanka mit Sukarno (rechts) bei den Höhlen von Postojna (1960)

- Jovanka Budisavljević-Broz (Serbin, 1924–2013), 3. Ehefrau, die Ehe blieb kinderlos. Die ehemalige „First Lady“ Jugoslawiens trat bereits ab etwa 1977 vermutlich auf Betreiben einer Gruppe slowenischer Parteifunktionäre um Stane Dolanc und Mitja Ribičič bis zum Begräbnis Titos nicht mehr in der Öffentlichkeit auf.[25] Danach stand sie Jahre unter Hausarrest, ihr Vermögen wurde eingezogen. Sie lebte bis zu ihrem Tod zurückgezogen und in ärmlichen Verhältnissen in Belgrad.[26]

### Außereheliche Beziehungen
Titos Beziehungsleben war durch einen häufigen Wechsel der Partnerinnen gekennzeichnet. Er versprach mehreren Frauen die Ehe. Bereits den ersten Hochzeitstermin hielt er aber nicht ein und verließ seine erste Verlobte am Hochzeitstag vor der Eheschließung. Tito hatte mehrere außereheliche Kinder von mehreren Frauen. Titos zweiter außerehelicher Sohn Hans Studer fiel als Soldat der deutschen Wehrmacht im Einsatz gegen die Partisanen Titos. Als größte Liebe Titos gilt Davorjanka Paunović (Serbin, 1921–1946). Mit ihr begann er während seiner zweiten Ehe eine Affäre. Als Paunović an Tuberkulose starb, sorgte Tito dafür, dass sie neben seiner Residenz in Belgrad beerdigt wird.

## Personenkult
Titos Regime zeichnete sich durch einen starken Personenkult aus, der sich zunächst am Stalinismus orientierte. Tito wurde in staatlich kontrollierten Ritualen als Held eines nationalen Mythos gefeiert und verehrt.

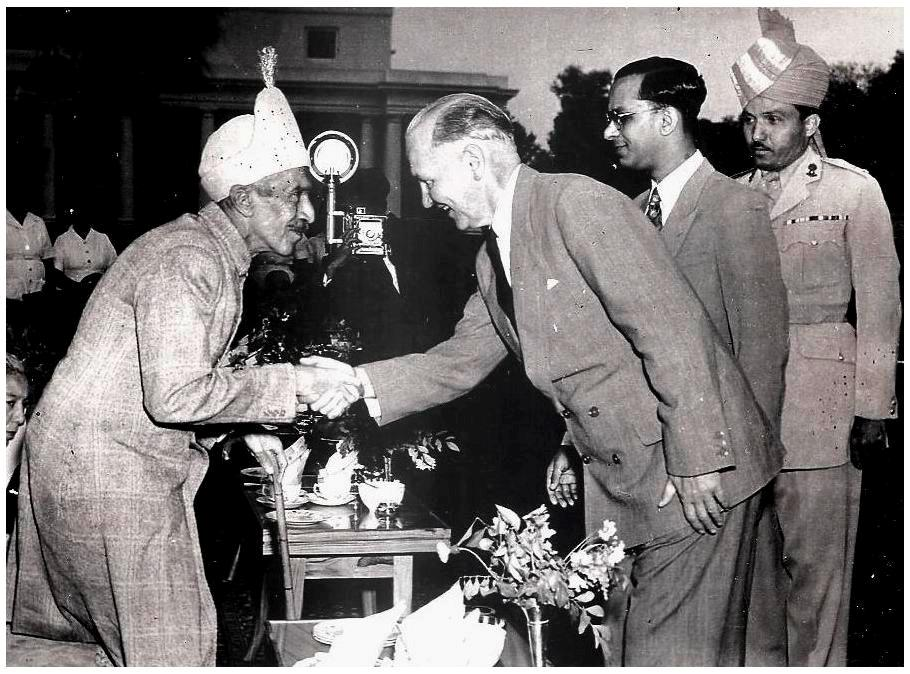
Tito mit Asaf Jah VII. (1956)

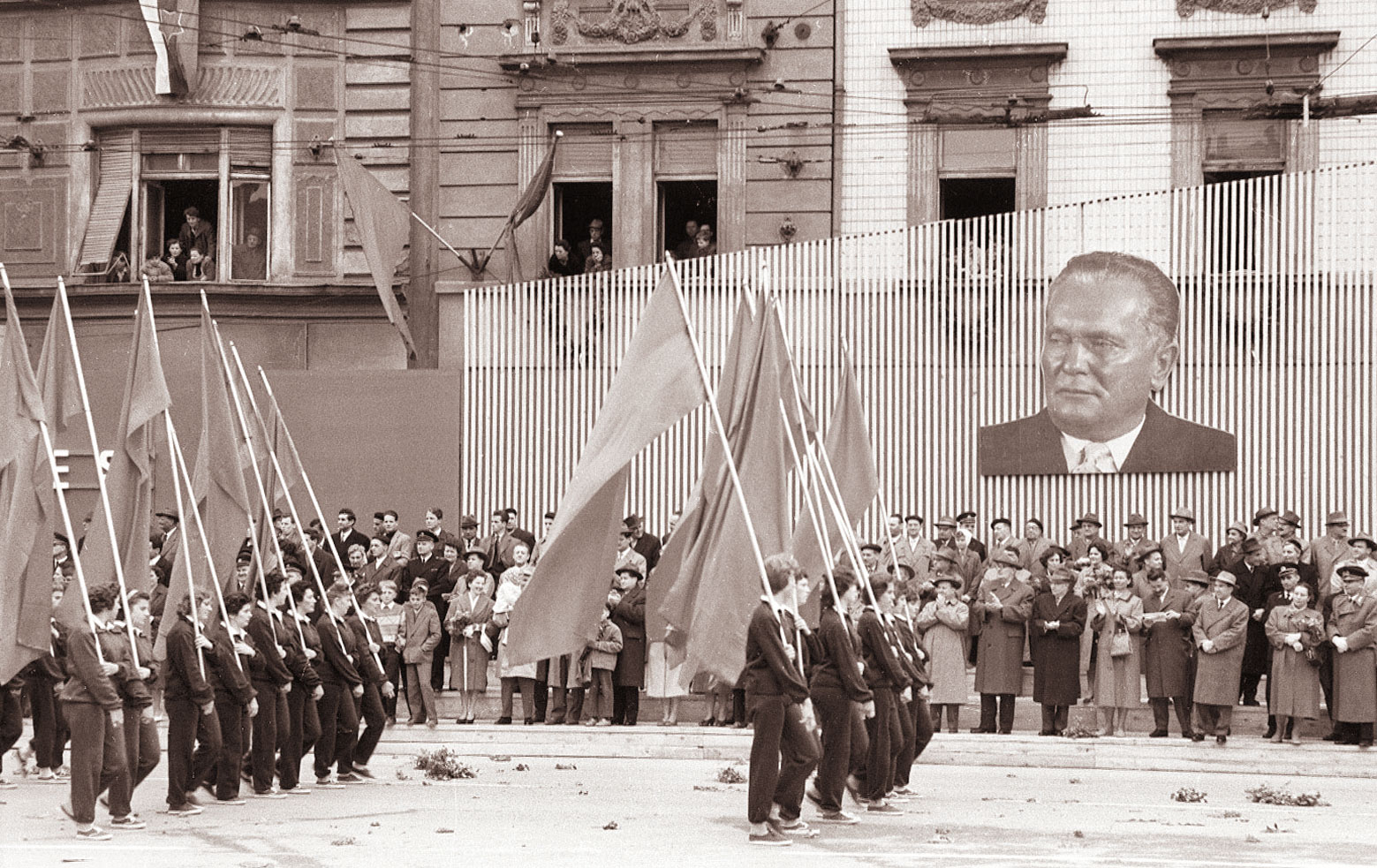
Maiparade vor Titos Bildnis in Ljubljana (1960).

Eine besondere Rolle spielte dabei der 25. Mai, an dem Tito 1944 in seinem Unterschlupf bei Drvar dem Zugriff deutscher Fallschirmjäger knapp entkommen war. Dieser Tag wurde bis 1988 als der angebliche Geburtstag des Marschalls, als ein Siegestag der Partisanen und als Tag der Jugend (bis 1987 mit einem landesweiten Staffellauf unter der Bezeichnung Stafette der Jugend) begangen. Bis zu Titos Tod endete er in Belgrad mit der Übergabe kunstvoll gestalteter Stafetten an ihn.

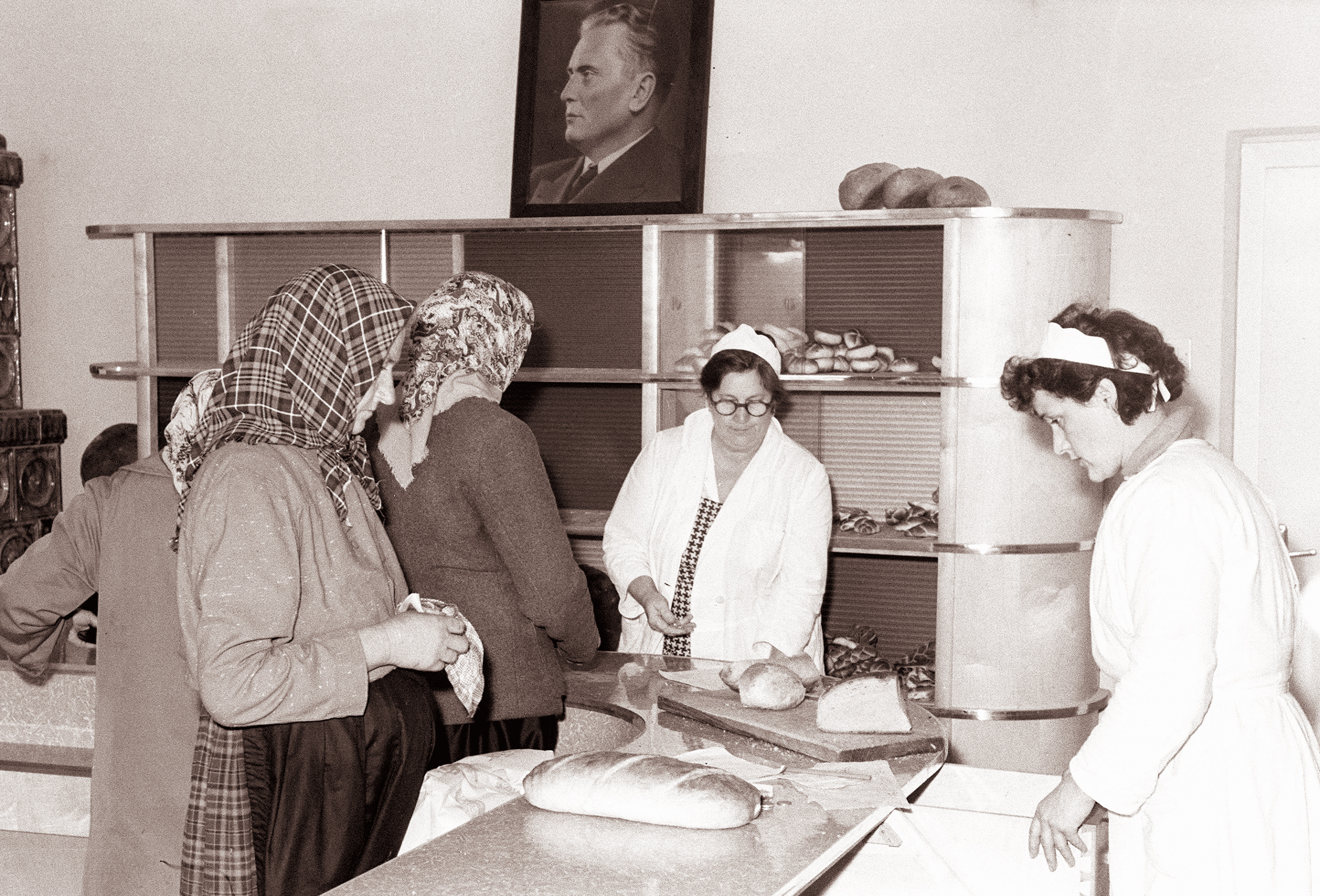
Bilder von Tito waren in allen Geschäftsräumen und öffentlichen Einrichtungen Jugoslawiens präsent (1961)

In Jugoslawien waren acht Städte (in jeder Republik und autonomen Region) sowie ein Berg nach Tito benannt:
- Titograd statt Podgorica (heute Hauptstadt von Montenegro)
- Titova Korenica statt Korenica (Stadt in Kroatien)
- Titov Vrbas statt Vrbas (Stadt in der Vojvodina)
- Titov Veles statt Veles (Stadt in Mazedonien)
- Titova Mitrovica statt Mitrovica (Stadt im Kosovo)
- Titovo Užice statt Užice (Stadt in Serbien)
- Titov Drvar statt Drvar (Stadt in Bosnien und Herzegowina)
- Titovo Velenje statt Velenje (Stadt in Slowenien)
- Titov Vrv statt Golem Turčin (Berg in Mazedonien)

Nach dem Zerfall Jugoslawiens erhielten alle Städte wieder ihre alten Namen. Nachdem die meisten der früher nach Tito benannten Straßen und Plätze in den Nachfolgestaaten Jugoslawiens zu Beginn der 1990er Jahre umbenannt worden waren, wurde 2009 in Ljubljana wieder eine Straße nach Tito benannt, was in einer Meinungsumfrage von 60 % der Einwohner gutgeheißen wurde. Aufgrund einer Klage der Jugendorganisation der konservativen Partei Neues Slowenien verbot das Verfassungsgericht Sloweniens jedoch die Neubenennung von Straßen nach Tito, da dies als Befürwortung von dessen totalitärem Regime verstanden werden könne. Das Urteil wurde von Mitgliedern der Socialni demokrati, des Partisanenverbandes sowie von dem Historiker Jože Pirjevec kritisiert, da es die Rolle Titos bei der Befreiung Sloweniens vom Faschismus ignoriere.

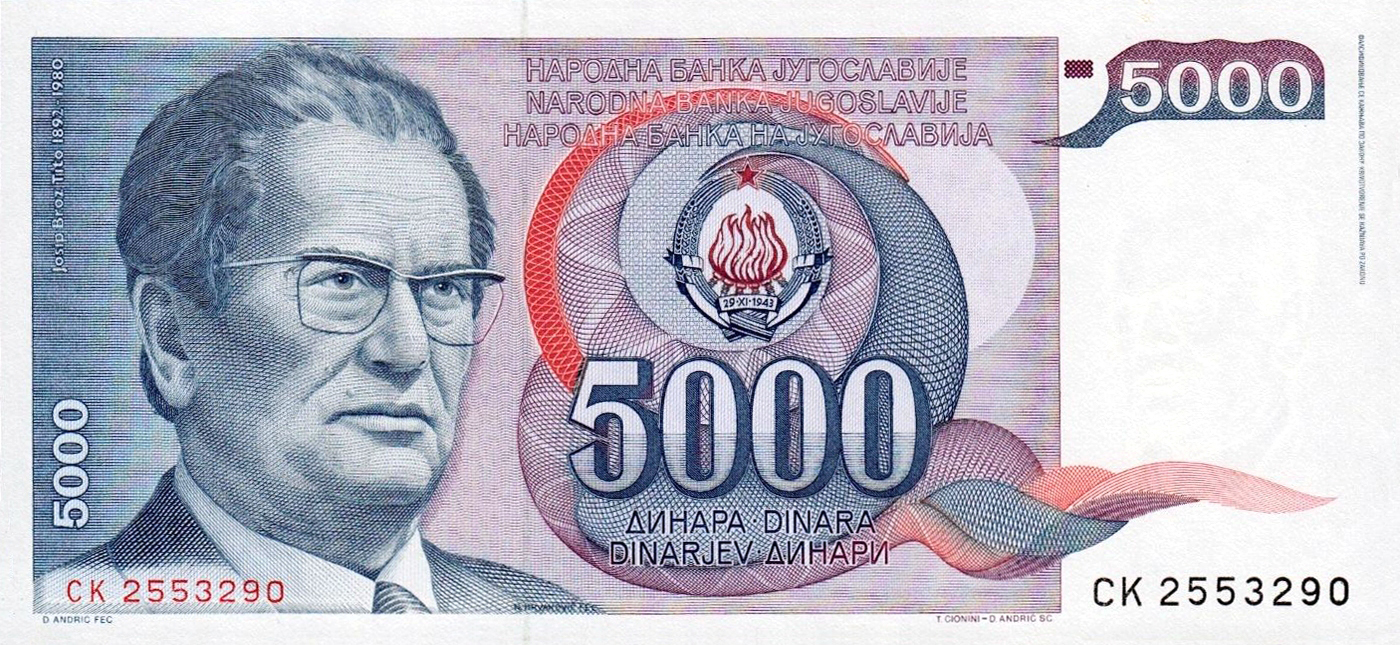
Titos Bildnis auf einer jugoslawischen Banknote (1985).

Im September 2017 wurde in der kroatischen Hauptstadt Zagreb der „Marschall-Tito-Platz“ in „Platz der Republik Kroatien“ umbenannt, was zuvor kontrovers diskutiert worden war. Im Stadtrat stimmten 29 Mitglieder für die Umbenennung und 20 dagegen. Diese Aktion wurde durch die Partei des ehemaligen Kulturministers Zlatko Hasanbegović initiiert. Die Debatte über die historische Rolle Titos führt in Kroatien regelmäßig zu politischen Auseinandersetzungen.
In Teilen der Bevölkerung der ehemaligen jugoslawischen Republiken wird Tito weiterhin verehrt. In seinem Geburtsort Kumrovec in Kroatien wurde ein Tito-Museum mit angegliedertem Bildungszentrum eingerichtet.

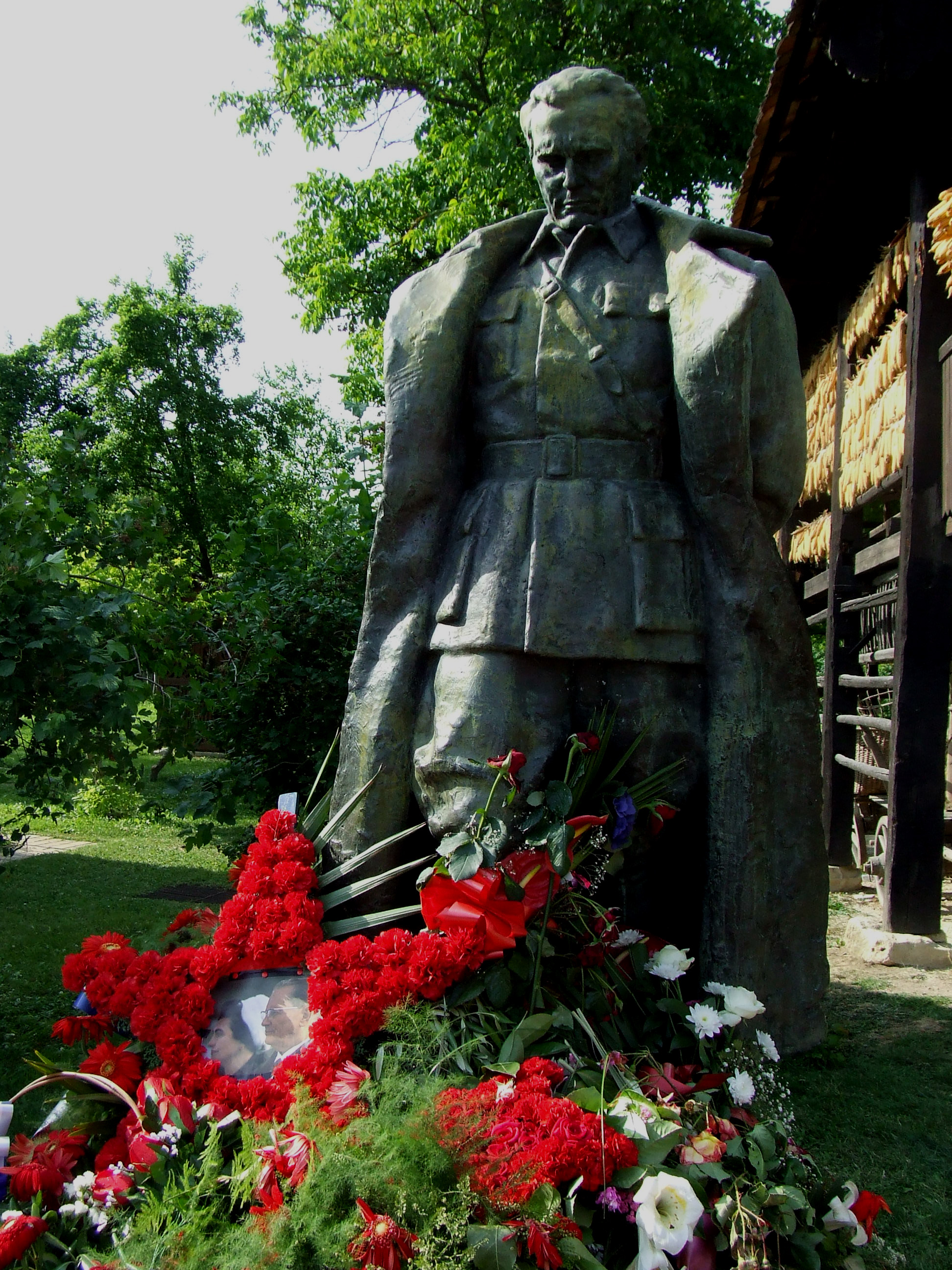
Tito-Standbild von Antun Augustinčić vor Titos Geburtshaus in Kumrovec.

## Sonstiges
Um Tito ranken sich zahllose Legenden. Unter anderem erzählt Bruno Kreisky in seiner Autobiographie Zwischen den Zeiten von Titos Trinkfestigkeit, aber auch davon, dass er auch abseits des Protokolls noch ein halbes Jahrhundert nach Zerfall der österreichisch-ungarischen Monarchie persönliche Bezüge zu Österreich bewahrt haben soll. Laut Kreisky soll Tito nach dem Ende des offiziellen Teiles eines Staatsbankettes seine Dolmetscher ins Hotel geschickt und dann mit Kreisky in österreichischem Deutsch und gelöster Atmosphäre geplaudert haben.
Ivan Ivanji berichtet in seinem autobiografischen Buch "Titos Dolmetscher", dass Tito bei Gesprächen mit Deutschsprachigen die durch das Dolmetschen auftretenden Gesprächspausen zum Vorbereiten seiner Antworten taktisch genutzt habe, da er ja schon selbst alles verstanden hatte.
Zu Titos Sprachkenntnissen bemerkt Milovan Đilas, dieser habe trotz seiner geringen Schulbildung leicht Fremdsprachen gelernt. Während des Ersten Weltkrieges habe er Russisch, nach dem Bruch mit der Sowjetunion 1948 Englisch gelernt. Auch erwähnt er die guten Deutschkenntnisse Titos. Im Kroatischen habe er jedoch lange Zeit Probleme mit der Rechtschreibung gehabt und serbische und kroatische Ausdrücke durcheinander verwendet. Vor allem aber habe er in seinen Reden russische Fremdwörter verwendet, „und da er, wie es die Art der Menschen aus der Zagorje ist, die Worte langzog, erweckte er bei den Menschen, die ihn nicht kannten, den Verdacht, keiner der Unseren, sondern ein Russe zu sein.“
Tito hatte sich die Adriainsel Brijuni – meist mit ihrem italienischen Namen Brioni zitiert – zur Präsidentenresidenz und zu einem zweiten Regierungssitz ausbauen lassen. Eine Zeit lang war es bei Staatsbesuchen üblich, Tito als Geschenk Tiere für seinen Privatzoo mitzubringen. Einige Nachkommen dieser Gastgeschenke bevölkern heute das Naturschutzgebiet auf der Insel Brijuni. Daneben hatte er noch einen Wohnsitz bei Bled in der damaligen Teilrepublik Slowenien: das Schloss Egg in Brdo pri Kranju.

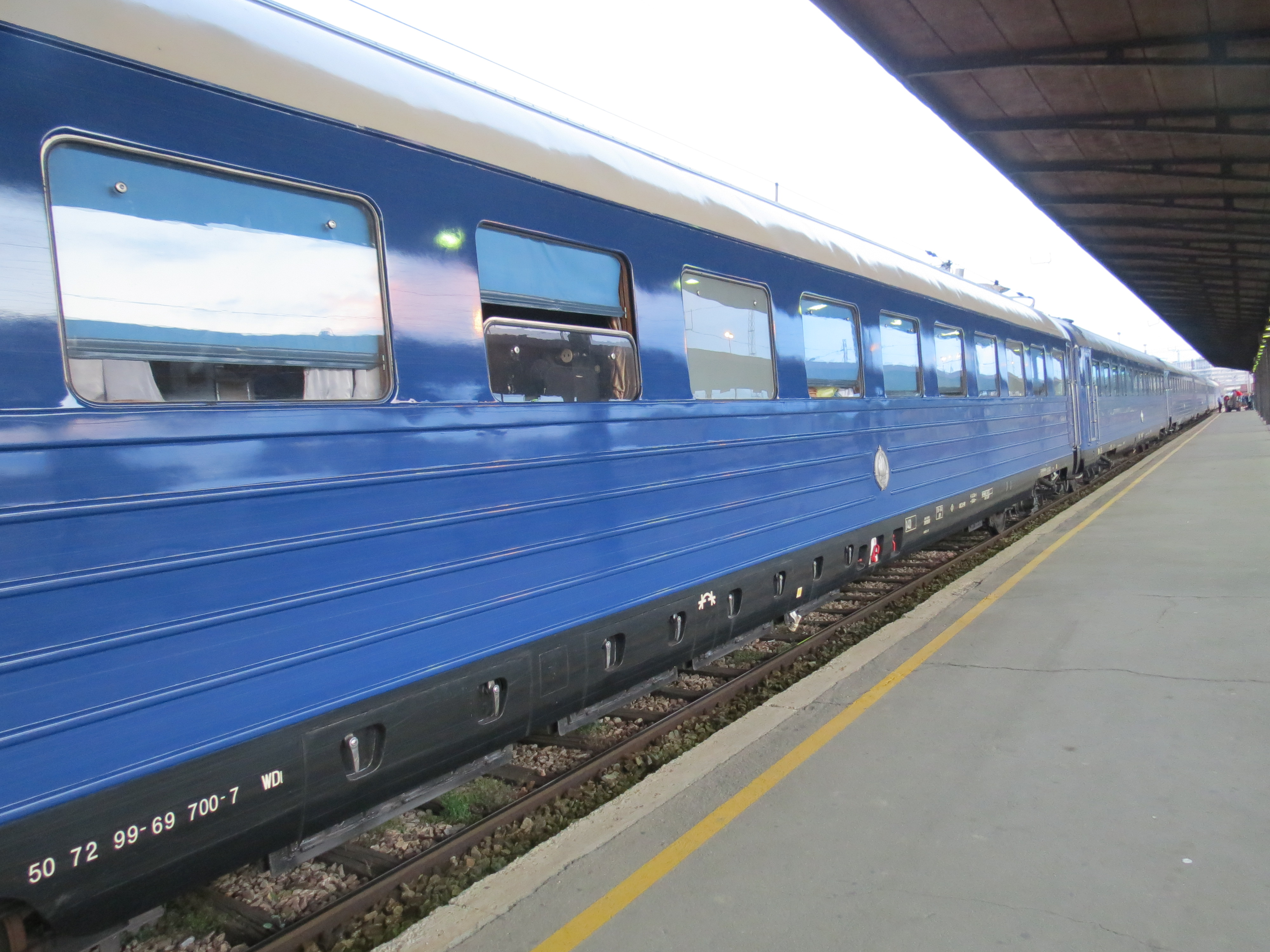
Titos blauer Sonderzug (2013)

Für Titos Sonderzug aus blauen Wagen wurden spezielle Lokomotiven vorgehalten, zunächst drei blau gestrichene Schnellzug-Dampflokomotiven der jugoslawischen Baureihe 11 (Nachbauten der MÁV-Baureihe 424). In den 1960er Jahren kaufte die Jugoslawische Staatsbahn JŽ hierfür drei blaue Diesellokomotiven des Typs ML 2200. Tito verfügte auch über zwei dieselmechanische Salontriebwagen der italienischen Firma Breda aus der Vorkriegszeit. Im Frühjahr 1961 erhielt Tito den modernen hochmotorisierten Salontriebwagen MOT 410. Seit 1952 nutzte er die Galeb als Staatsyacht.
Als Titos Leben verfilmt werden sollte, wurde mit Richard Burton ein westlicher Spitzendarsteller verpflichtet. Während der Dreharbeiten des Filmes (ursprünglicher Titel: The Battle of Sutjeska, später in The Fifth Offensive umbenannt) kam es zu einer Begegnung mit dem Schauspieler, dem – wie Tito – der Ruf der Trinkfestigkeit vorauseilte.
1963 wurde Tito sogar für den Friedensnobelpreis vorgeschlagen.

## Ursprung des Kampfnamens „Tito“

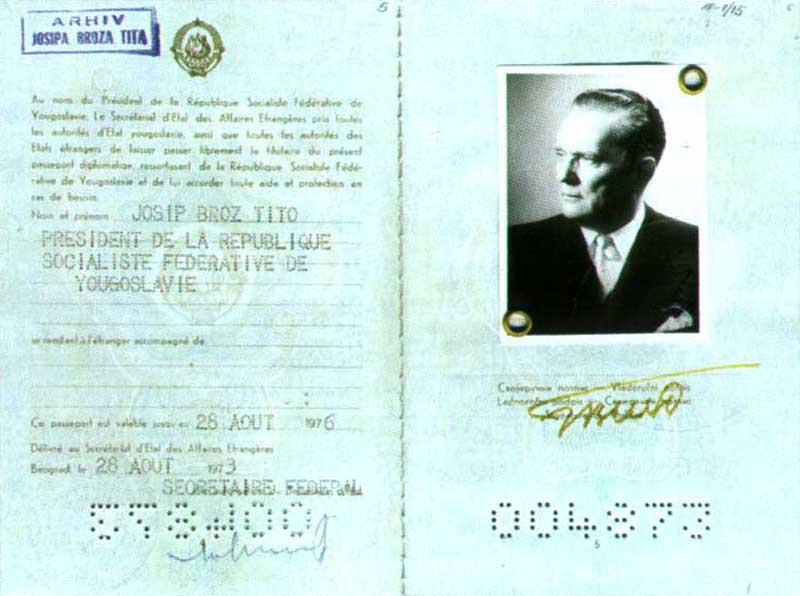
Titos Diplomatenpass aus dem Jahr 1973

Über den Ursprung des Namenszusatzes „Tito“ herrscht nach wie vor Unklarheit. Tito ist ein alter, heutzutage jedoch recht unüblicher Name kroatischen Ursprungs, welcher sich auf den einstigen römischen Kaiser Titus bezieht. Der Name war in Titos Ursprungsgegend, dem kroatischen Zagorje, allgemein geläufig. Josip Broz selbst bestätigte in einem handschriftlichen Vermerk, dass dieser Name sehr typisch für seine Region war, und fügte hinzu, dass dies auch der Hauptgrund war, weshalb er diesen Namen zwischen 1934 und 1936 annahm; das besagte Dokument befindet sich im Archiv der Kommunistischen Partei Jugoslawiens.
Josip Broz verwendete in Dokumenten mit innerstaatlichem Bezug zunächst den Spitznamen „Rudi“, bei internationalen Angelegenheiten wiederum den Spitznamen „Walter“. Allerdings nannte sich Rodoljub Čolaković, ein Kampfgefährte und späterer Minister in der Tito-Regierung, damals ebenfalls „Rudi“. Daher soll Broz für sich zu dem heute für ihn bekannten Kampfnamen „Tito“ gewechselt sein. Titos Biograph Vladimir Dedijer behauptete, dass dieser Name auf den kroatischen Schriftsteller der Romantik Tituš Brezovački zurückzuführen sei.
Eine aktuelle Theorie wurde vom kroatischen Journalisten Denis Kuljiš (Journalist bei der Wochenzeitschrift Globus) aufgeworfen. Dieser soll Informationen von einem Nachfahren von Baturin, einem Spion der Komintern, der in den 1930er Jahren in Istanbul operiert haben soll, erhalten haben. Baturin soll von einem Code-System berichtet haben, das von Josip Broz verwendet worden sein soll. Josip Broz soll einer seiner Agenten gewesen sein, dessen geheime Spitznamen angeblich stets auf Pistolenbezeichnungen beruhten. Broz selbst soll bestätigt haben, dass er den Spitznamen „Walter“ verwendet hatte, welcher wohl auf die deutsche Pistole Walther PPK zurückzuführen ist. Baturin zufolge war einer seiner letzten Spitznamen „TT“, der von der sowjetischen Pistole TT-33 abgeleitet war. Angeblich sollen nach Broz’ Rückkehr nach Jugoslawien zahlreiche Dokumente der Kommunistischen Partei mit diesem Pseudonym unterzeichnet worden sein. Kuljiš zufolge soll sich die Bezeichnung „TT“ (im Kroatischen als „te te“ ausgesprochen) nach einigen Jahren zu „Tito“ gewandelt haben.
Einer volkstümlichen Erklärung zufolge sei der Zusatz durch die Verbindung von zwei Wörtern entstanden: ti (deutsch „Du“) und to (deutsch „dies“ bzw. „das“). In der volkstümlichen Überlieferung wird erwähnt, dass Josip Broz in den hektischen Kriegsjahren diese Worte häufig in seinen Kommandos benutzt haben soll. Dabei soll er zunächst auf die betreffende Person gezeigt haben und dann auf die konkrete Aufgabe. Übersetzt würde der Befehl folgendermaßen lauten: „Du tu dies und du tu das!“ Diese These wird im 1949 erschienenen Werk Eastern Approaches von Fitzroy Maclean erwähnt.

## Auszeichnungen (Auszug)

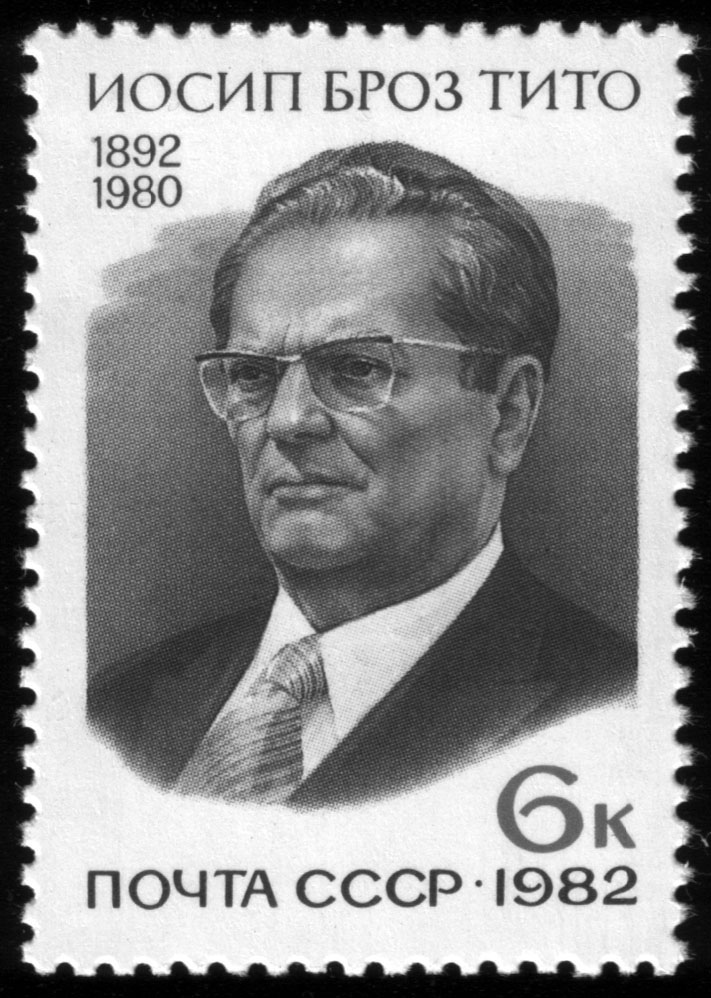
Sowjetische Briefmarke mit Titos Bildnis aus dem Jahr 1982

Innen- wie außenpolitisch gehörte das Sammeln von Orden für Tito zur jugoslawischen Staatspolitik. Innenpolitisch konnte der Staat damit Errungenschaften und Jubiläen feiern, bei denen Tito die Hauptrolle spielte, weil es diese ohne ihn möglicherweise nicht gegeben hätte. So machte der Sozialistische Bund des werktätigen Volkes Jugoslawiens (SSRNJ) noch kurz vor Titos Tod den (verschwiegenen) Vorschlag, ihm einen vierten Orden des Volkshelden, wegen seiner „erfolgreich überstandenen Operation“, zu verleihen. Außenpolitisch gehörte der Ordenstausch bei Staatsbesuchen oder -empfängen in der Regel zur verabredeten Pflicht. Tito wurde durch diese Praxis zu dem Staatsmann mit den meisten Orden.
- 1915: Silberne Tapferkeitsmedaille
- 1944: Suworoworden I. Klasse (Sowjetunion)[43]
- 1945: Sowjetischer Siegesorden
- 1946: Partisanenkreuz (Volkspolen)
- 1947: Militärorden Michael der Tapfere (Rumänien)
- 1954: Erlöser-Orden (Griechenland)
- 1956: Großkreuz der Ehrenlegion (Frankreich)
- 1956: Militärmedaille (Frankreich)
- 1956: Ordre national du mérite (Frankreich)
- 1956: Croix de guerre
- 1956: Königlicher Orden von Kambodscha
- 1958: Militärorden für Tapferkeit (Bulgarien)
- 1959: Königlicher Seraphinenorden (Schweden)
- 1963: Orden vom Aztekischen Adler (Mexiko)
- 1963: Orden vom Kreuz des Südens (Brasilien)
- 1946, 1964: Orden des Weißen Löwen (Tschechoslowakei)
- 1965: Sankt-Olav-Orden (Norwegen)
- 1965: Stern der Völkerfreundschaft (DDR)
- 1965: Groß-Stern des Ehrenzeichens für Verdienste um die Republik Österreich
- 1966: Stern von Rumänien
- 1968: Chrysanthemenorden (Japan)
- 1969: Verdienstorden der Italienischen Republik – Großkreuz mit Großer Ordenskette
- 1970: Orden vom Niederländischen Löwen
- 1970: Nassauische Hausorden vom Goldenen Löwen[44]
- 1970: Leopoldsorden (Belgien)
- 1972: Leninorden (Sowjetunion)
- 1972: Order of the Bath (Vereinigtes Königreich)
- 1974: Sonderstufe des Großkreuzes des Verdienstordens der Bundesrepublik Deutschland (BRD)
- 1974: Elefanten-Orden (Dänemark)
- 1977: Orden des heiligen Jakob vom Schwert (Spanien)
- 1977: Orden des Infanten Dom Henrique (Portugal)
- 1974, 1977: Karl-Marx-Orden (DDR)
- 1944, 1972, 1977: Orden des Volkshelden (Jugoslawien)
- 1977: Orden der Oktoberrevolution (Sowjetunion)[45]

Im Jahr 2011 stellten der Bundesverband der Landsmannschaft der Donauschwaben sowie die Donauschwäbische Kulturstiftung beim Bundespräsidenten Christian Wulff den Antrag, Tito das Großkreuz des Bundesverdienstordens abzuerkennen. Hintergrund des Antrags war die Internierung von etwa 200.000 Donauschwaben am Ende des Zweiten Weltkriegs. Zwischen den Jahren 1944 bis 1948 sollen laut FAZ.NET mehr als 50.000 donauschwäbische Zivilisten in Titos Massenlagern umgekommen sein. Der Antrag scheiterte.

## Galerie

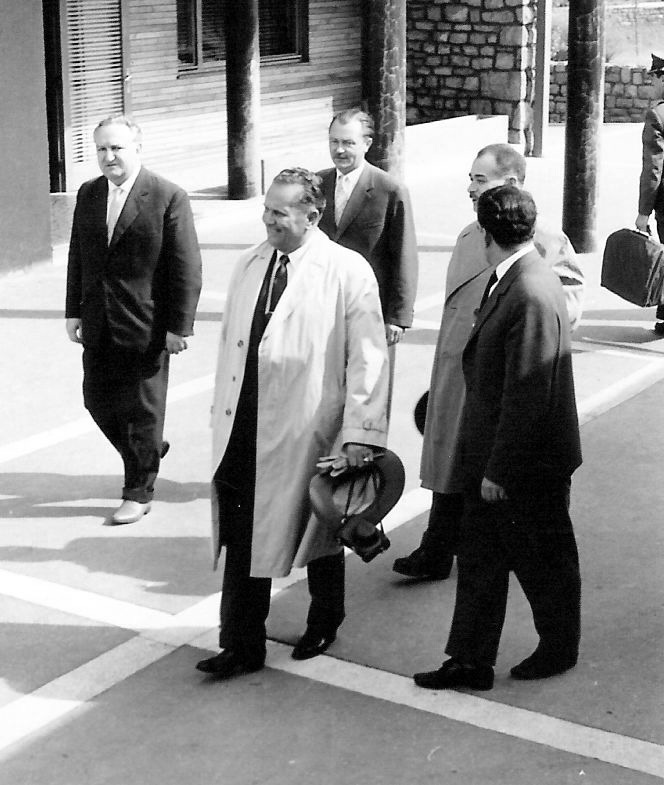
Tito im Bahnhof Kumrovec, Mai 1962
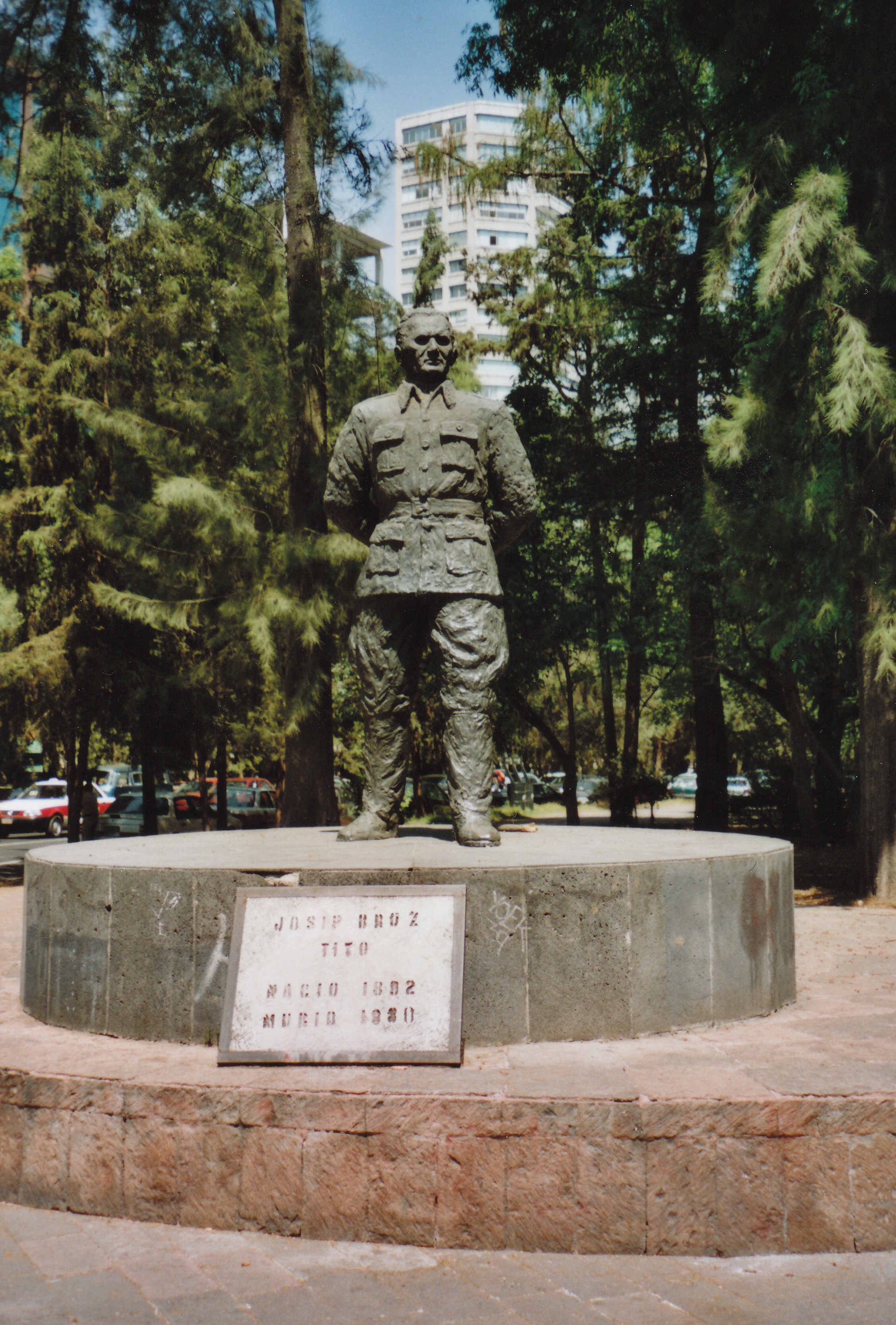
Tito-Denkmal in Mexiko-Stadt
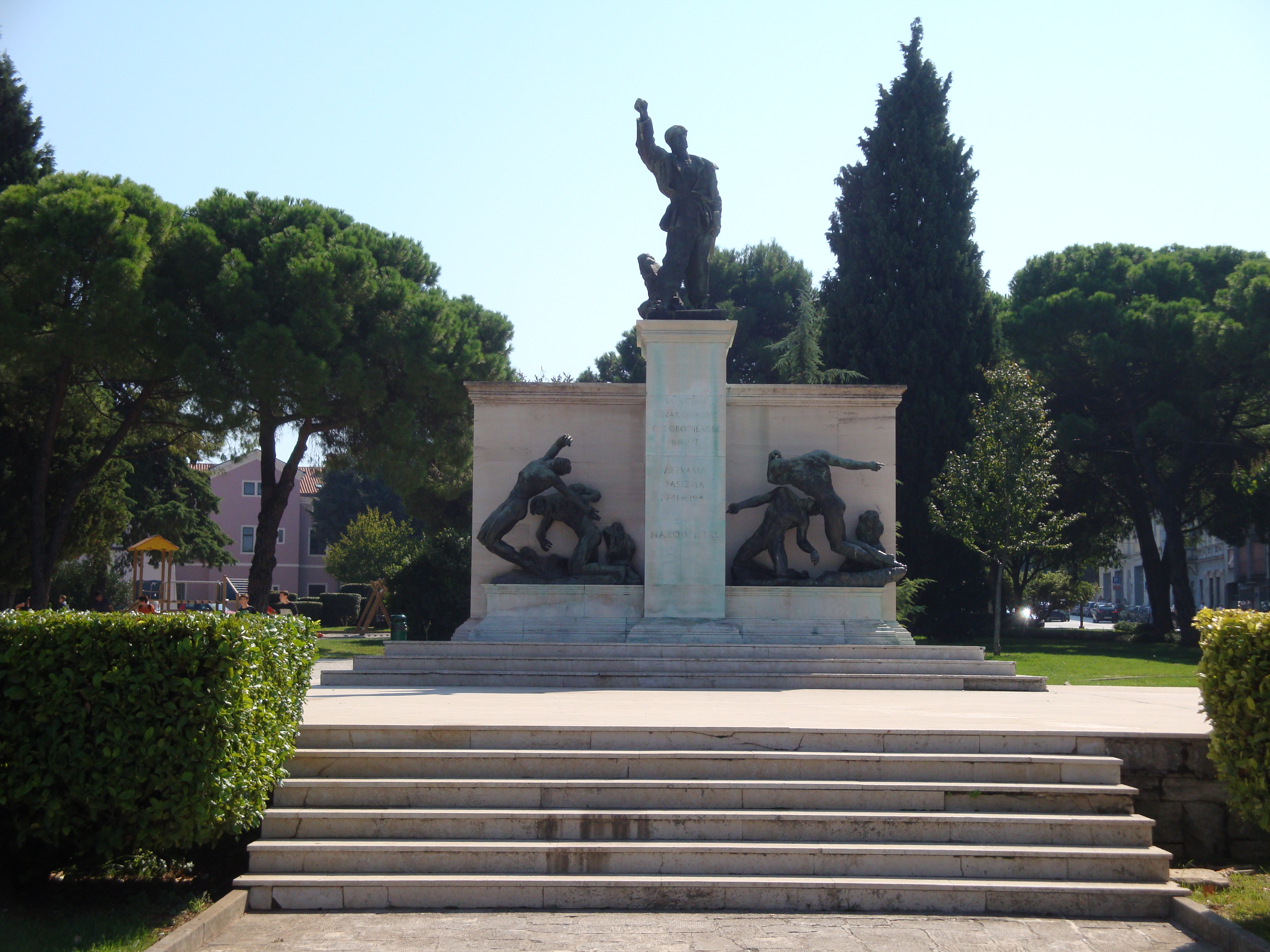
Tito-Denkmal in Pula, Istrien 2009

## Schriften
- Ausgewählte Reden. Dietz-Verlag, Berlin 1976.
- Der jugoslawische Weg : Sozialismus und Blockfreiheit : Aufsätze und Reden. München 1976.
- Ausgewählte Reden und Schriften. Band III/2. Klett-Cotta, Stuttgart 1984, ISBN 3-608-91132-4 (Bände I–II nicht erschienen).

## Rundfunkberichte
- Philipp Grüll und Frank Hofmann: Jugoslawiens Agenten in Deutschland – Mord im Namen Titos, Deutschlandfunk – „Hintergrund“ vom 16. Oktober 2014
- Stimme von Tito (aus der Sendung „Jugoslawiens Innen- und Aussenpolitik“), Schweizer Radio, 21. April 1955

## Film
- Die fünfte Offensive – Kesselschlacht an der Sutjeska (Original: Sutjeska) jugoslawischer Kriegsfilm, 1972
- Marschall Titos Geist (Original: Maršal), kroatische Filmkomödie, 1999